# Excenterskruvpump

Excenterskruvpump ingår i familjen deplacementspumpar. Pumpelementet består av en stator och en rotor. Rotorn har en excentrisk rörelse och därav namnet excenterskruvpump. Rotorn drivs av en drivaxel som normalt har två knutar på sig. Dessutom finns en koncentrisk roterade axel med axeltätning som fortsätter ut till drivningen. Excenterskruvpumpens styrka är att den klarar att pumpa viskösa vätskor och att den är ganska okänslig för tryckförändringar på trycksidan. Det betyder att pumpen behåller sitt flöde trots att det sker en tryckökning på trycksidan.
Det finns även excenterskruvpumpar som har ett kvadratiskt inlopp med matarskruv. Detta medger att icke flytande material kan pumpas med excenterskruvpumpar.
Excenterskruvpumpen har funnits på marknaden under en längre tid. Detta gör att endast mindre nyheter presenteras på marknaden. Den största nyheten under den senaste tiden är att man fått möjligheten att göra service på pumpen utan att demontera systemet. 
Flöden från 0,2 liter/timme till cirka 500 m³/timme finns för denna pumptyp.  Flertalet av pumparna finns i tryckklasser upp mot 50–70 bar.